# Powiat mohylowski
Powiat mohylowski – dawny powiat guberni podolskiej. Stolicą był Mohylów Podolski na Ukrainie. Czasami mylony z mohilewskim na Białorusi.
Gminy miały siedziby w miejscowościach:
1. Bronica
2. Wendyczany
3. Kopajgród
4. Kotiużany(inne języki)
5. Kukawka
6. Łuczyniec
7. Marianówka
8. Ozarzyńce
9. Serby
10. Śnitków
11. Tereszki(inne języki)
12. Chońkowce
13. Szarogród
14. Jaryszów